# Filadelfia (Paraguai)
Filadelfia é um distrito do  Paraguai de 7.953 habitantes. Capital do departamento de Boquerón, o maior em extensão territorial.

## Transporte
O município de Filadelfia é servido pelas seguintes rodovias:
- Caminho em terra ligando o município de Mariscal José Félix Estigarribia a cidade de La Victoria (Departamento de Alto Paraguay)
- Caminho em terra ligando o município de Mariscal José Félix Estigarribia a cidade de Fuerte Olimpo (Departamento de Alto Paraguay)
- Caminho em terra ligando o município de Mariscal José Félix Estigarribia a cidade de Bahia Negra (Departamento de Alto Paraguay)
- Ruta 09, que liga a cidade de Assunção a Ruta 06 da Bolívia (Boyuibe, Santa Cruz)[1][2][3]